# 阿尾の浦温泉
阿尾の浦温泉（あおのうらおんせん）は、富山県氷見市（旧国越中国）阿尾地区にある温泉。能登半島国定公園内に所在する。ひみ阿尾の浦温泉（ひみあおのうらおんせん）の通称で呼ばれる場合もある。

## 泉質
個別に出典が提示されている箇所以外のデータは源泉を使用している民宿『美岬』からのデータ。
- ナトリウム・塩化物泉（等張性・弱アルカリ性・高温泉）
  - 源泉温度55.7℃（浴用は42.0℃、富山県厚生部「富山県の温泉」令和5年12月版では47.6℃[3]）
  - 揚水量は動力揚水により毎分85.0リットル[3]
  - pHは7.65[3]
  - 溶存物質は10,417mg/kg[3]
  - 源泉の深さは734m[3]

## 効能
一般適応症
神経痛、筋肉痛、関節痛、五十肩、関節のこわばり、うちみ、慢性消化器病、冷え性、病後回復期、疲労回復、健康増進。
泉質別適応症
きりきず、やけど、慢性皮膚病、虚弱児童、慢性婦人病
※いずれも効能はその効果を万人に保証するものではない

## 温泉街
以下の旅館が存在する。
- 永芳閣
- 魚眠洞
- 味道場湖成
- 美岬[2]

この他、民宿が複数軒存在する。